# Mons Malapert
Il Mons Malapert è una struttura geologica della superficie della Luna.